# La Catedral

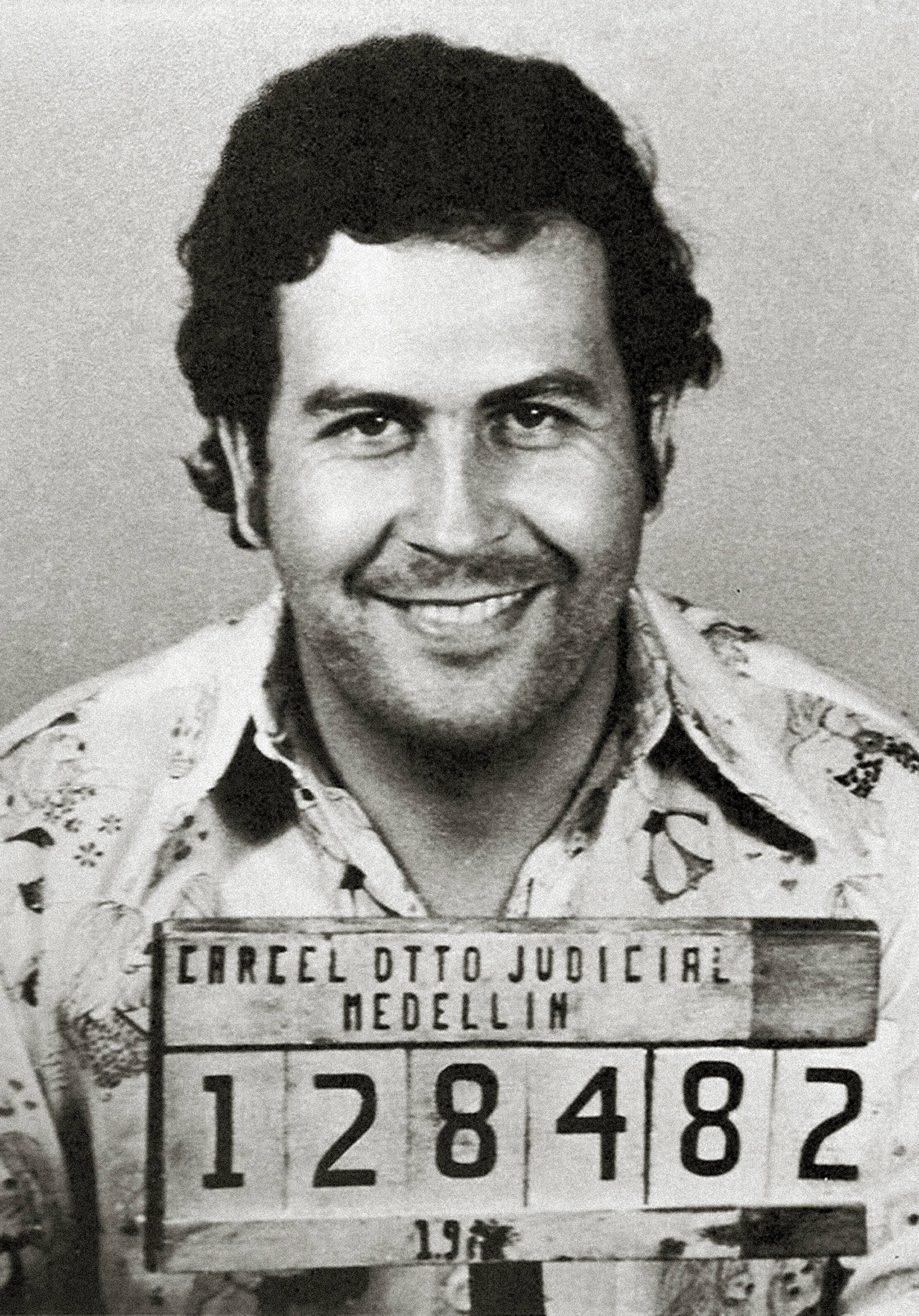
Pablo Escobar, que foi o principal detento de La Catedral, em foto tirada em 1976.

La Catedral é uma antiga penitenciária situada no município de Envigado, no departamento colombiano de Antioquia. Localizado em uma região cercada por vegetação nativa densa, o local possibilita vista para a Região Metropolitana do Vale do Aburrá. Tornou-se conhecida como a prisão acordada pelo governo colombiano a Pablo Escobar por sua entrega à justiça em troca de não ser extraditado para os Estados Unidos.
Depois da fuga de Pablo Escobar, La Catedral foi abandonada, tendo sido durante anos um local de peregrinação de turistas e de saques feitos por moradores locais. Desde 2012, funciona como um abrigo para idosos que possuem poucos recursos financeiros. O asilo é administrado por um grupo de monges beneditinos da Benedita Fraternidade Monástica Santa Gertrudes, que se instalaram no local em 2007.

## Prisão de Pablo Escobar
Em La Catedral, Pablo Escobar ficou preso de junho de 1991 a julho de 1992, vigiado por seus próprios homens. Ao cumprir um acordo que fez com o governo colombiano, Escobar construiu esta prisão de acordo com suas próprias preferências, fazendo-a muito mais parecida com um clube do que com uma casa de detenção. Esta prisão contava com diversas regalias, como salas de jogos, academia, catarata natural e campo de futebol. De La Catedral, Escobar controlava seus negócios, ordenava assassinatos, que ocorriam no interior do próprio presídio, e realizava festas marcadas por excesso de álcool, de drogas e de mulheres. Tudo aponta que o espaço foi usado muito mais para protegê-lo dos seus inimigos e da extradição para os Estados Unidos do que para propriamente mantê-lo preso.
Nesta prisão, todos os guardas eram leais a Escobar e o protegeriam no caso de invasão ao edifício feita com a finalidade de apanhá-lo ou matá-lo. Esta prisão foi construída sobre uma rede de passagens subterrâneas planejada com o propósito de possibilitar fuga quando fosse necessário. No dia 22 de julho de 1992, Pablo Escobar e outros detentos conseguiram fugir do local após fazerem reféns dois funcionários do governo colombiano.